# Lijst van spelers van Belenenses SAD
Deze lijst omvat voetballers die bij de Portugese voetbalclub Belenenses SAD spelen of gespeeld hebben. De spelers zijn alfabetisch gerangschikt.

## A
- Gonçalo Agrelos
- Chima Akas
- Henrique Almeida
- Douglas Aurélio

## B
- Yves Baraye
- Benny
- Zakarya Bergdich
- Trova Boni
- Chahreddine Boukholda
- Charles-Andreas Brym

## C
- Diogo Calila
- Rafael Camacho
- Abel Camará
- Miguel Cardoso
- Carraça
- Mateo Cassierra
- Tomás Castro
- Cauê Cecilio
- Filipe Chaby
- Cleylton
- Nuno Coelho

## D
- Dálcio
- Dieguinho
- Ousmane Dramé

## E
- Eduardo Henrique
- Tiago Esgaio

## F
- Imad Faraj
- Ricardo Ferreira
- Fredy

## G
- Jordan van der Gaag

## H
- Henrique
- Danny Henriques

## J
- Jójó

## K
- Eduardo Kau
- Alhassane Keita
- Kikas
- Kiki
- Hervé Koffi
- Stanislav Kritsjoek

## L
- Licá
- Rúben Lima
- Matija Ljujić
- André Lopes
- Jonatan Lucca
- Luiz Felipe
- Andrija Luković

## M
- Reinildo Mandava
- Marco Matias
- Mika
- João Monteiro
- António Montez
- André Moreira
- Luís Mota
- Muriel

## N
- Alioune Ndour

## O
- Guilherme Oliveira
- Hakim Ouro-Sama

## P
- Edgar Pacheco
- Pedro Nuno
- Thibang Phete
- Nuno Pina Nunes
- Henrique Pires

## R
- Álvaro Ramalho
- Bruno Ramires
- Simón Ramírez
- Tomás Ribeiro
- Richard
- Robinho

## S
- Alisson Safira
- Pierre Sagna
- Braima Sambú
- Sandro
- André Santos
- Gui Santos
- Rafael Santos
- Vincent Sasso
- Edi Semedo
- Show
- Gonçalo Silva
- Luís Silva
- Sphephelo Sithole
- Afonso Sousa
- André Sousa
- César Sousa

## T
- Afonso Taira
- João Tarzan
- Gonçalo Tavares
- Yohan Tavares
- Francisco Teixeira
- Nuno Tomás

## V
- Francisco Varela
- Nilton Varela
- Silvestre Varela
- Nicolás Vélez
- Diogo Viana